# Cyrill Hunziker
Cyrill Hunziker (* 3. Mai 1992) ist ein ehemaliger Schweizer Freestyle-Skier. Er war weitgehend auf die Freeski-Disziplin Slopestyle spezialisiert und gewann in dieser die erste Weltcup-Austragung der Geschichte. Sein jüngerer Bruder Jonas war ebenfalls als Skisportler aktiv.

## Biografie
Cyrill Hunziker wuchs in Brienzwiler im Berner Oberland auf und besuchte gemeinsam mit Bruder Jonas die Sportmittelschule Engelberg. Beide Brüder waren in ihrer Kindheit als Skirennläufer aktiv, wandten sich dann aber dem Freeskiing zu.
Hunziker nahm im August 2010 im erstmals auf dem Programm stehenden Slopestyle an den Juniorenweltmeisterschaften in Snow Park teil und belegte Rang sechs. Fünf Monate später gab er in der Halfpipe am Kreischberg sein Debüt im Freestyle-Skiing-Weltcup und erreichte als Sechster auf Anhieb ein Spitzenresultat. Ende Februar 2012 gewann er in Jyväskylä mit 94,8 Punkten den ersten Slopestyle-Weltcup. Den Gewinn der Disziplinenwertung teilte er sich mit dem im zweiten Weltcup siegreichen Tom Wallisch. Bei den Juniorenweltmeisterschaften in Chiesa in Valmalenco wurde er Siebenter. Während seiner Zeit als Leistungssportler erlitt Hunziker drei Kreuzbandrisse und konnte deswegen nie an Weltmeisterschaften teilnehmen. Im April 2015 gelang ihm im Slopestyle am Corvatsch sein einziger Sieg im Rahmen von Schweizer Meisterschaften. Nach drei Jahren im A-Kader beendete er seine aktive Laufbahn 2017 und nannte als Begründung «fehlende Leichtigkeit».
Hunziker studierte an der Pädagogischen Hochschule Schwyz und arbeitet als Lehrer. Er lebt in Unterseen und veranstaltet mit seinem Bruder Freestyle-Skikurse auf dem Schilthorn.

## Erfolge

### Weltcupwertungen
| Saison  | Gesamt | Gesamt | Halfpipe | Halfpipe | Slopestyle | Slopestyle |
| Saison  | Platz  | Punkte | Platz    | Punkte   | Platz      | Punkte     |
| ------- | ------ | ------ | -------- | -------- | ---------- | ---------- |
| 2010/11 | 89.    | 8      | 14.      | 40       | –          | –          |
| 2011/12 | 47.    | 20     | –        | –        | 1.         | 100        |
| 2012/13 | 295.   | 1      | –        | –        | 82.        | 3          |
| 2013/14 | 216.   | 3      | –        | –        | 55.        | 13         |
| 2015/16 | 205.   | 2      | –        | –        | 48.        | 10         |

### Weltcupsiege
Hunziker errang im Weltcup 1 Sieg:
| Datum            | Ort       | Land     | Disziplin  |
| ---------------- | --------- | -------- | ---------- |
| 25. Februar 2012 | Jyväskylä | Finnland | Slopestyle |

### Juniorenweltmeisterschaften
- Snow Park 2010: 6. Slopestyle
- Chiesa in Valmalenco 2012: 7. Slopestyle

### Weitere Erfolge
- 1 Schweizer Meistertitel (Slopestyle 2015)
- 1 Sieg in einem FIS-Wettkampf